# Brusná
Brusná (německy Brusna) je vesnice, část městyse Lomnice v okrese Brno-venkov v Jihomoravském kraji. Nachází se v Hornosvratecké vrchovině, v přírodním parku Svratecká hornatina, asi 1,5 km na jihozápad od Lomnice. Žije zde 74 obyvatel. Katastrální území Brusné má rozlohu 3,93 km².

## Historie
První písemná zmínka o vsi je z roku 1390. Součástí Lomnice je Brusná od roku 1996.

## Obyvatelstvo
| Rok            | 1869 | 1880 | 1890 | 1900 | 1910 | 1921 | 1930 | 1950 | 1961 | 1970 | 1980 | 1991 | 2001 | 2011 | 2021 |
| -------------- | ---- | ---- | ---- | ---- | ---- | ---- | ---- | ---- | ---- | ---- | ---- | ---- | ---- | ---- | ---- |
| Počet obyvatel | 113  | 130  | 148  | 132  | 130  | 113  | 109  | 92   | 88   | 84   | 66   | 47   | 47   | 59   | 74   |
| Počet domů     | 18   | 20   | 21   | 21   | 21   | 21   | 22   | 24   | 60   | 25   | 21   | 28   | 31   | 31   | 34   |

Vývoj počtu obyvatel